# 波罗的海国际航运公会

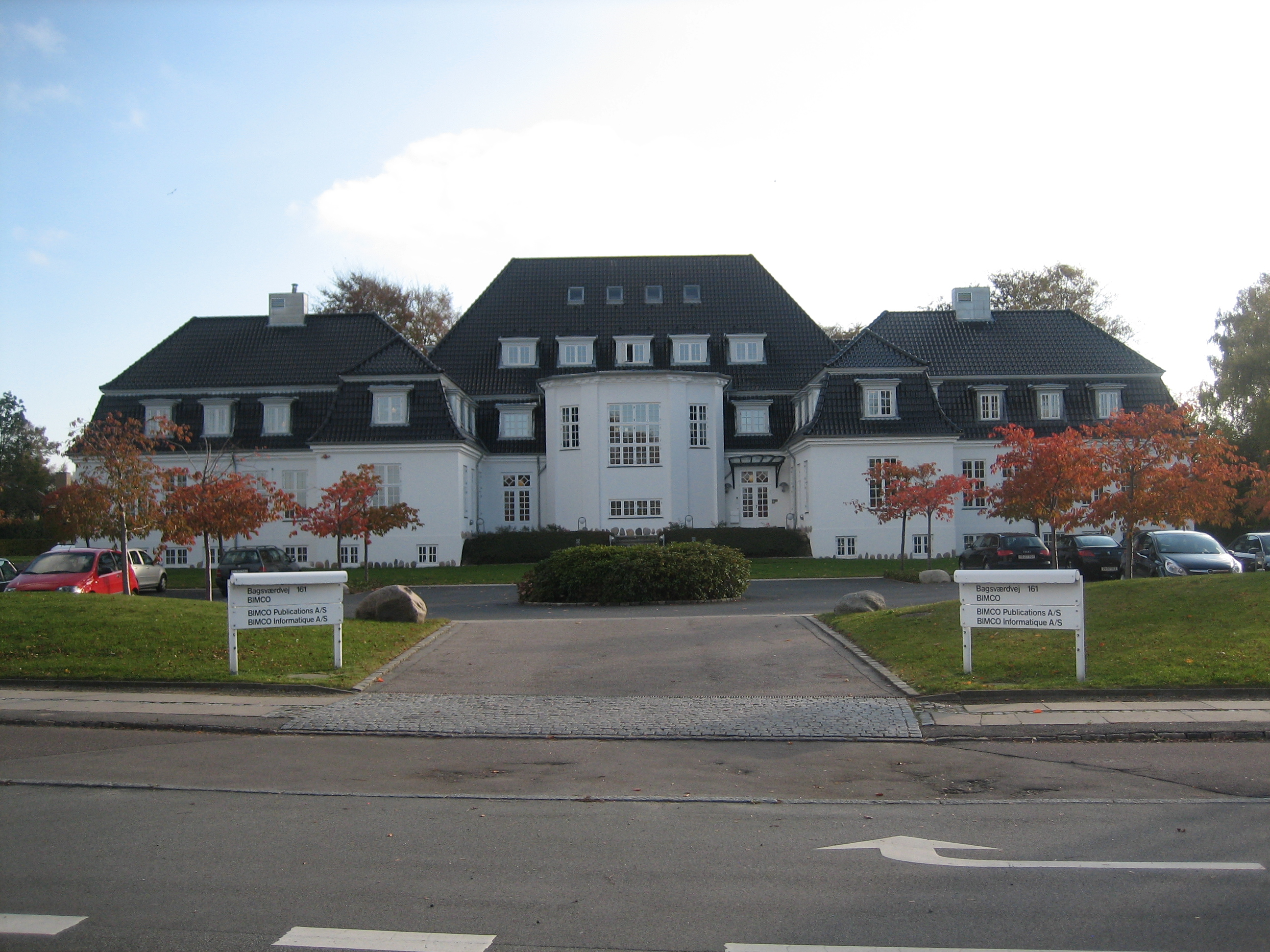
波罗的海国际航运公会位于丹麦哥本哈根郊區的總部

波罗的海国际航运公会是一個國際船东协会，  也是國際海事組織認可的非政府组织。波罗的海国际航运公会总部位于丹麦哥本哈根郊区， 成立于1905 年，當時一群船东在哥本哈根成立該組織。  1913年，该组织起草了一份标准租船协议草案。 截至2016年，该组织拥有 2,200 家会员。其会员所擁有的船隻噸位约占世界商船吨位的60%，並且遍布130多个国家。 